# Цементування
Цементáція, Цементувáння (англ. grouting cementation, cementing; нім. Zementation f, Zementinjektion f) — штучне заповнення тріщин, пор та порожнин у гірських породах цементними розчинами, які нагнітаються під тиском (до 5 МПа і вище) з метою закріплення гірських порід. Ущільнені та затверділі розчини надають гірським породам великої міцності, стійкості, щільності та газоводонепроникності. Застосовуються цементування в скельних велико-, середньо- та дрібнотріщинуватих, великоуламкових незв'язаних, гравійно-галечникових гірських породах.